# Битка за Едсонов гребен
Битка за Едсонов гребен, позната и као Битка за крвави гребен и Битка за гребен, је била копнена битка на Пацифичком фронту у Другом светском рату, између царске јапанске армије и савезничких копнених снага (већином америчких маринаца). Битка се одиграла од 12. до 14. септембра 1942. године, на острву Гвадалканал — Соломонова Острва, и била је то друга од три посебне велике јапанске копнене офанзиве током Гвадалканалске кампање.
У бици, амерички маринци, под општом командом америчког генерал-мајора Александра Вандегрифта, одбијају нападе јапанске 35. пешадијске бригаде, која је била под командом јапанског генерал-мајора Кијотаке Кавагучија. Маринци су бранили положаје на гребену Лунга, у чијој је близини био аеродром „Хендерсеново поље“, који је преузет од Јапанаца одмах након савезничког искрцавања на Гвадалканал 7. августа 1942. године. Кавагучијева јединица је послата ка Гвадалканалу као одговор на савезничка искрцавања, са задатком да преотме аеродром и истера савезничке војнике са острва. Потцењујући бројност савезничких снага на Гвадалканалу, које су у то време бројале око 12.000 људи, Кавагучијевих 6.000 војника изводе неколико ноћних фронталних јуриша на савезничку одбрану. Главни јапански напад се догодио у близини гребена Лунга, јужно од аеродрома „Хендерсеново поље“, где се налазило неколико јединица из америчког корпуса маринаца, углавном трупе из 1. рејдерског и 1. падобранског батаљона, које су биле под командом потпуковника Едсона. Премда је одбрана америчких маринаца готово прегажена, Кавагучијев напад је пропао са великим губицима јапанских војника.
Пошто су кључ одбране биле Едсонове јединице на гребену, гребен се обично назива „Едсонов гребен“ у историјским књигама западног порекла. Након битке за Едсонов гребен, Јапанци настављају да шаљу трупе на Гвадалканал, ради новог покушаја заузимања аеродрома „Хендерсеново поље“, који је директно утицао на јапанске офанзивне операције у осталим областима јужног Пацифика.

## Позадина

### Гвадалканалска кампања
Дана 7. августа 1942. године савезничке снаге (првенствено америчке) су се искрцале на острва Гвадалканал, Тулаги, Гавуту и Танамбога, сва из састава Соломонова Острва. Искрцавање савезника на ова острва изведено је да би се спречило њихово коришћење од стране Јапанаца као база за пресецање снабдевачких путева из Сједињених Америчких Држава за Аустралију и уједно обезбедила острва као стартне тачке за кампању чији би евентуално циљ био изолација главне јапанске базе у том делу Пацифика — лука Рабаул, а у исто време, подршка савезничкој кампањи на Новој Гвинеји. Ова искрцавања су подстакла шестомесечну Гвадалканалску кампању.
Користећи затеченост Јапанаца, савезничке десантне снаге завршавају своје почетне циљеве за осигурање Тулагија и суседних малих острваца, као и извесног аеродрома у изградњи на Лунга Поинту на Гвадалканалу, у сутон 8. августа 1942. године. Вандегрифт смешта својих 11.000 војника из 1. дивизије маринаца на Гвадаканалу, на један недовољно утврђен појас око гребена Лунга.
Дана 12. августа 1942. године, аеродром на Гвадалканалу је добио име „Хендерсеново поље“, по мајору Лофтону Хендерсену, морнаричком пилоту, који је погинуо у бици за Мидвеј. Савезнички авиони и пилоти који су касније дејствовали са аеродрома „Хендерсеново поље“ су били названи „Кактус ваздушне снаге“, по савезничком шифрованом имену за Гвадалканал.
Као одговор на савезничко искрцавање на Гвадалканал, јапански царски генералштаб додељује задатак 17. јапанској армији, величине корпуса, чији се штаб налазио у Рабаули и била је под командом генерал-лајтанта Харукиши Хјакутаке, да преузме Гвадалканал од савезничких снага. Јапанска 17. армија већ је била тешко ангажована у јапанском походу на Нову Гвинеју, и имала је само неколико јединица расположивих за слање у област јужних Соломонових острва. Од ових јединица, 35. пешадијска бригада под командом генерал-мајора Кијотаке Кавагучија се налазила на острвима Палау, 4. (Аоба) пешадијски пук је био на Филипинима, а 28. (Ичики) пешадијски пук под командом пуковника Кијонао Ичикија је био укрцан на транспортне бродове у близини Гвама. Различите јединице почеле су одмах покрете ка Гвадалканалу, али Ичикијев пук је приспео први. Ичики и 916 од 2.300 војника његовог пука, који су чинили „први ешалон“, успешно је био пребачен до Таиву Поинта, око 35 километара источно од Лунга Поинта, помоћу 6 разарача у 01:00 сати, 19. августа.
Потцењујући број савезничких снага на Гвадалканалу, које су у то време бројале око 11.000 људи, Ичикијева јединица изводи ноћни фронтални јуриш на позицију маринаца у заливу Алигатора, на источној страни периметра Лунга у раним јутарњим сатима 21. августа 1942. године. Ичикијеви напади су одбијени са тешким губицима међу јапанским нападачима у бици која је позната као битка на реци Танару. Укупно, само је 128 од 917 војника Ичикијевог „Првог ешалона“ преживело ову битку. Преживеле Ичикијеве снаге се враћају до Таиву Поинта, одакле обавештавају штаб 17. армије о поразу у бици, и ишчекују нова појачања и наређења из Рабаула.
Дана, 23. августа, Кавагучијева јединица се налазила у бази Трук и била је натоварена на споре транспортне бродове ради преосталог пута ка Гвадалканалу. Пошто су већ претрпели оштећења од савезничког ваздушног напада на један засебан трупни конвој током битке код источних Соломона, Јапанци одлучују да не шаљу Кавагучијеве трупе на Гвадалканал спорим транспортним бродовима. Зато, бродови пребацују Кавагучијеве војнике у Рабаул. Из Рабаула, Јапанци планирају да пребаце Кавагучијеве људе до Гвадалканала помоћу разарача, пролазећи кроз јапанску поморску базу на острвима Шортленд. Јапански разарачи су били способни да за једну ноћ прођу кроз „Процеп“ до Гвадалканала и врате се назад, те на тај начин, смањују њихово излагање савезничким ваздушним нападима. Међутим, пребацивањем трупа, сачуван је већи део тешке опреме војника, а следовања, као и тешка артиљерија, возила, већи део хране и муниције, биће касније пребачена на Гвадалканал. Ови брзи ноћни транспорти разарачима до Гвадалканала, који ће трајати до краја Гвадалканалске кампање, били су касније названи од савезничких војника „Токио експрес“, а од Јапанаца „Глупи превоз„ или „Превоз пацова“. Јапанци су контролисали мора око Соломонових острва током ноћи, и савезници их нису изазивали. Међутим, било који јапански брод који је остао у граници долета авиона са „Хендерсеновог поља“ током дневних сати (око 300 километара), био је у великој опасности да буде потопљен или оштећен у ваздушним нападима. Ова „чудна тактичка околност“, постојаће у неколико наредних месецу током кампање.

### Покрети трупа
Дана, 28. августа 1942. године, 600 Кавагучијевих војника је укрцано на разараче Асагири, Амагири, Југири и Ширакумо, из састава 20. дивизије разарача. Пошто је оскудевала у гориву, 20. дивизија разарача није могла прећи цео пут великом брзином до Гавдалканала и назад, у једној ноћи. Зато је 20. дивизија разарача кренула на пут раније, у току дана, тако да су могли да заврше пут следећег јутра без журбе. У 18:05 сати, истог дана, 11 америчких обрушавајућих бомбардера из ВМСБ-232 под командом потпуковника Ричарда Менгрума, који су узлетели са аеродрома „Хендерсеново поље“, открива и напада 20. дивизију разарача на око 110 километара северно од Гвадалканала. Приликом овог напада, потопљен је разарач Асагири, а тешко оштећени разарачи Југири и Ширакумо. Амагири почиње да тегли разарач Ширакумо, и сва три разарача се враћају у базу на острвима Шортленд, не извршивши мисију. У нападу на 20. дивизију разарача, убијено је 62 припадника Кавагучијеве јединице и 94 чланова посаде разарача.
Следећи „Токио експрес“ транспорти су били боље среће. Између 29. августа и 4. септембра, различите јапанске лаке крстарице, разарачи и патролни бродови су пребацили на Гвадалканал код Таиву Поинта око 5.000 војника, укључујући комплетну 35. пешадијску бригаду, један батаљон 4. (Аоба) пешадијског пука, и остатак Ичикијевог пука. Сам генерал Кавагучи је стигао „Токио експесом“ 31. августа, и постаје главни командант свих јапанских јединица на Гвадалканалу. У ноћи 4. на 5. септембар, три разарача „Токио експреса“ – Јудачи, Хацујуки и Муракумо, су гранатирали аеродром „Хендерсеново поље“, након што су искрцали трупе, а уједно откривају два америчка брода у близини. Ова два брода су била мали, стари транспортни разарачи - Литл и Грегори, који су били ангажовани као пратња савезничким трупама у области Гвадалканала и Тулагија. Већи и модернији јапански разарачи, потапају одмах оба америчка брода, заједно са 33 члана посаде.
Упркос успешном транспортовању разарачима, Кавагучи је инсистирао да се велики број његових војника по могућности пребаци до Гвадалканала помоћу спорих теретних чамаца. Стога, један конвој превози 1.100 Кавагучијева војника и тешку опрему на 61 теретни чамац, под командом пуковника Акиносука Оке, напуштајући јужне обале острва Санта Изабел, 2. септембра. Током 4. и 5. септембра, авиони са аеродрома „Хендерсеново поље“ нападају тај конвој, и притом убијају око 90 Кавагучијевих војника, и уништавају већи део тешке опреме. Већина од преосталих 1.000 војника је искрцано током наредна неколико дана у близини Камимбоа, западно од периметра Лунга.
Од 7. септембра, Кавагучи је имао 5.200 војника код Таиву Поинта и 1.000 западно од периметра Лунга. Кавагичи је био довољно сигуран да може поразити савезничке снаге, те он одбија предлог из штаба 17. армије, о испоруци још једног пешадијског батаљона, како би повећао своје снаге. Кавагучи је веровао да се на Гавдалканалу налази свега око 2.000 америчких маринаца.
За то време, Александер Вандегрифт се непрестано трудио да ојача и побољша одбрану периметра Лунга. Између 21. августа и 3. септембра, он премешта три батаљона маринаца, укључујући 1. рејдерски батаљон, под командом потпуковника Едсона, и 1. падобрански батаљон са острва Тулаги и Гавуту на Гвадалканал. Ове јединице су бројале око 1.500 војника, и заједно са почетних Вандегрифтових 11.000, чинило је одбрану аеродрома „Хендерсеново поље. Први падобрански батаљон који је претрпео велике губитке у бици за Тулаги, Гавуту и Танамбого, августа 1942. године, припао је под команду потпуковника Едсона.

## Битка

### Увод
Кавагучи је одредио за датум почетка његове офанзиве 12. септембар, и почиње наступање својим снагама од Таиву Поинта ка периметру Лунга. Он радиом тражи од штаба 17. армије да се 9. септембра изврши ваздушни удар на аеродром „Хендерсеново поље“, а да се ратни бродови стационирају ког Лунга Поинта 12. септембра, и да „уништите сваког Американца који проба да побегне са острва“. Дана, 7. септембра, Кавагучи износи свој план напада, по коме је требало „потући до ногу и уништити непријатеља у околини аеродрома на острву Гвадалаканал“. По Кавагучујевом плану, његове снаге треба да се поделе у три групе, приближе Лунга поинту, и изврше један изненадни ноћни напад. Снаге под командом пуковника Оке требало је да нападну периметар са запада, док би у исто време Ичикијев „други ешалон“, који је добио име „Кума“ батаљон, извршио напад са истока. Главни напад би извеле Кавагучијеве „централне снаге“, које су бројале 3.000 људи из три батаљона, а напале би периметар Лунга са југа. Од 7. септембра, већи део Кавагучијевих трупа је почео са маршем дуж обале од Таиву Поинта ка Лунга поинту. Око 250 јапанских војника остаје у бази код Таиву Поинта, ради чувања снабдевања.
Међутим, домородачки острвски извиђачи шаљу извештаје маринцима о јапанским трупама код Таиву Поинта, у близини села Тасимбоко. Ови извиђачи били су под командом Мартина Клеменса, британског обалског стражара и официра британских одбрамбених снага протектората Соломонових острва – BSIPDF. Едсон покреће препад против јапанских трупа код Таиву Поинта. Два транспортна разарача, Мекин и Менли, и два патролна брода пребацују из два пута, 813 Едсонових војника код Таиву Поинта. Едсон и његов први талас од 501 војника се искрцава код Таиву Поинта у 05:20 (по локалном времену), 8. сепетембра. Уз помоћ авиона са аеродрома „Хендерсеново поље“ и ватре из топова транспортних разарача, Едсонови људи напредују према селу Тасимбоко, али је било споро због јапанског отпора. У 11:00 сати, искрцан је и остатак Едсонових људи. Са овим појачањем и уз велику помоћ авиона са „Хендерсеновог поља“, Едсонове трупе улазе у село. Јапанске одбрамбене снаге се повлаче у џунглу, остављајући 27 погинулих. У овом нападу погинула су само два маринца.
У селу Тасимбоко, Едсонове трупе откривају базу са снабдевањима за Кавагучијеве снаге, укључујући велике залихе хране, муниције и медицинске опреме, а налазе и једну снажну кратко-таласну радио станицу. Маринци заплењују документа, а опрему, храну и све остало што су сматрали да је необходно Јапанцима, уништавају пре него што су се вратили на Лунга периметар у 17:30 сати. Према количини залиха и обавештења из заробљених докумената, откривено је да се најмање 3.000 јапанских војника налазило на острву, и очигледно планирају напад.
Едсон и пуковник Џералд Томас, Вандегрифтови официри, су веровали да ће јапански напад да се догоди код гребена Лунга. То је узани, травнати, 1.000 метара дуг корални гребен, који се протеже упоредо са реком Лунга, а налазио се мало јужније од „Хендерсеновог поља“. Гребен је представљао природан пут за прилаз аеродрому, доминирајући у тој области и био је скоро небрањен у то време. Едсон и Томас су покушавали да убеде Вандегрифта да развије знаге у одбрани гребена, али Вандергрифт је то одбацио, верујући да ће Јапанци вероватно напасти дуж обале. Коначно, Томас убеђује Вандегрифта да је гребен био добар положај за „одмор“ Едсонових рејдера након њихових прошломесечних акција. Дана, 11. септембра 1942. године, 840 људи из Едсоновг батаљона се размешта на и око гребена и припрема се за његову одбрану.
Кавагучијеве централне снаге су планирале да нападну периметар Лунга преко тог гребена, који су они назвали „стонога“ (mukade gata), пошто је био таквог облика. Дана, 9. септембра, Кавагучијеве снаге напуштају обалу код Коли Поинта. Раздвојивши се у четири колоне, оне наступају кроз џунглу ка њиховним полазним тачкама за напад, јужно и југоисточно од аеродрома. Несташица добрих мапа, са најмање једним неисправним компасом, и густа, готово непроходна џунгла, били су узрок што су јапанске колоне напредовале споро и кривудаво, трошећи много времена. За то исто време, Окине трупе су се приближиле Лунга периметру са запада. Ока је имао обавештења о одбрани маринаца, добијених од једног америчког пилота, који је заробљен 30. августа.
Током 12. септембра, Кавагучијеве трупе се боре против џунгле, напредујући ка полазним тачкама за ноћни напад. Кавагучи тражи своја три батаљона „Централних снага“ на полазним положајима у 14:00 сати, тог дана. Међутим, батаљони „Централних снага“ нису стигли на своје полазне положаје све до 22:00 сати. Ока је такође каснио на свој полазни положај за напад на линију маринаца са запада. Само је „Кума“ батаљон стигао на своје полазно место у предвиђено време. Упркос проблемима са прикупљањен на позиције за напад, Кавагучи је био сигуран у његов план напада, зато што је заробљени амерички пилот обелоданио да је гребен најслабије брањен у линији одбране маринаца.

### Први ноћни напад
Захваљујући извештајима домородачких извиђача, Американци су били упознати о приближавању јапанских снага, али нису знали тачно кад и одакле ће оне да нападну. Област гребена где је Едсон распоредио своје снаге, састојао се од три посебна мала брега. Јужни врх који је био опкољен са три страна густом џунглом је назван „брег 80“ (име је добио по својо надморској висини од 80 стопа - 24 метара). Шесто јарди (550 метара) северније се налазио „брег 123“ (такође је добио име по надморској висини од 123 стопа - 37 метара), и био је доминантни врх на гребену. Најсеверније брег је био безимен и висок око 60 стопа – 18 метара. Едсон је распоредио пет чета из рејдерског батаљона на западну страну гребена, а три чете из падобранског батаљона на источну страну, поседајући положаје по дубини од „брега 80“ уназад до „брега 123“. Две од пет чета рекдера, „Б“ и „Ц“, су држале линију између гребена – једна мала мочварна лагуна, и реке Лунга. Едсоново командно место се налазило на „брегу 123“.
У 21:30 сати, 12. септембра, јапанска лака крстарица Сендај и три разарача гранатирају 20 минута периметар Лунга, а затим осветљавају гребен својим рефлекторима. Јапанска артиљерија такође гранатира линије маринаца, мада без причињене веће штете. У то исто време, разбацане групе Кавагучијевих снага отпочињу сукоб са маринцима у околини гребена. Кавагучијев први батаљон, под командом мајора Јукичи Кукушоа, напада рејдерску чету „Ц“ између лагуне и реке Лунга, пробија се најмање са једним водом и присиљава чету маринаца да се повуче назад ка гребену. Кукушова јединица се измешала са трупама из Кавагучијевог трећег батаљона, под командом потпуковника Кусуничи Ватанабеа, који се још увек борио да заузме нападнуте позиције, што је проузроковало збрку која је зауставила јапански напад на гребен те ноћи. Кавагучи који је имао проблема да одреди своју локациу у односу на линије маринаца као и координате његових трупа које нападају, касније се жалио: „Због ђаволске џунгле, бригада је била сасвим разбацана и потпуно ван моје контроле. У мом читавом животу се никад нисам осећао толико разочаран и беспомоћан.“ Дванаест америчких војника је погинуло у ноћној акцији, док су јапански губици непознати, мада, могуће нешто већи. Иако су обе јединице – Окина на западу и „Кума“ на истоку, покушале да нападну одбрамбене линије маринаца током ноћи, оне не успевају да остваре контакт, и одмарају у близини положаја маринаца до свитања.
Са првим светлом 13. септембра, Кактус ваздушне снаге и артиљерија маринаца гранатирају јужну област уз сам гребен, присиљавајући све Јапанце који су мировали да потраже склониште у оближњој џунгли. Јапанци су претрпели веће губитке, укључујући и два официра из Ватанабиног батаљона. У 05:50 сати, Кавагучи је одлучио да прегрупише своје снаге за следећи ноћни напад.

### Други ноћни напад
Очекујући нови јапански напад током ноћи, Едсон наређује својим трупама да побољшају своју одбрану, на и око гребена. Након једног неуспешног напада са две чете рејдера, ради повратка земље са десне стране маринаца, која је изгубљена претходне ноћи у борби са трупама мајора Кокушоа, Едсон пре-распоређује своје снаге. Он повлачи своју линију одбране уназад за 400 јарди (370 метара), на нову линију која се простирала 1.800 јарди (1.600 метара), почињући од реке Лунга, она прелази преко гребена, на око 150 јарди (140 метара) јужно од „брега 123“. Око и иза гребена, Едсон размешта пет чета. Сви јапански нападачи треба да пређу преко „брега 80“, и морају да напредују преко 400 јарди (370 метара) брисаног простора до позиције маринаца на „брегу 123“. Са свега неколико сати слободних за припрему одбрамбене линије, маринци су успели да направе само основна и плитка утврђења. Такође, маринци су имали мало муниције, са свега једном или две бомбе по маринцу. Вандегрифт наређује резервним снагама, које је чинио 2. батаљон, 5. пука маринаца, да се покрену и заузму позиције одмах иза Едсонових трупа. Допунски, једна батерија хаубица 105 mm, је померена на локацију са које је могла директно да пуца ка гребену, а једна истурена артиљеријска осматрачница је смештена међу јединице Едсонове фронталне линије.
Касније тог поподнева, Едсон се пење на један сандук са гранатама и обраћа се његовим исцрпљеним трупама, говорећи:
"Ви људи сте урадили један велики посао, а ја треба управо сад да тражим још једну ствар од вас. Издржите још једну ноћ. Знам да нисте спавали дуго времена. Али ми очекујемо још један напад вечерас од њих и они могу да дођу чак довде. Имам све разлоге да верујем да ће нам бити лакше ујутру."
Едсонов говор је “пробудио борбени дух“ код рејдера и помогао им у психичкој припреми за очекивану ноћну акцију.
 По заласку сунца, 13. септембра, Кавагучи суочава 830 Едсонових маринаца са 3.000 људи своје бригаде, плус известан број лаке артиљерије. Јапански напад је почео одмах након наступања мрака, са јуришем Кокушовог батаљона на рејдерску чету „Б“, која се налазила на десном крилу линије маринаца, мало западније од гребена. Снаге које јуришају, присиљавају чету “Б“ да се повуче ка „брегу 123“. Под ватром артиљерије маринаца, Кокушо прегрупише своје снаге и наставља напад. Без оклевања, покушавајући да уништи друге оближње јединице маринаца, чији је бок у то доба био незаштићен, Кокушова јединица напредује кроз мочварну низију између гребена и реке Лунга, правцем за аеродром. Кокушови људи наилазе на једну хрпу следовања маринаца и њихових порција. Како нису довољно јели претходних неколико дана, праве паузу да „напуне сами себе“ порцијама чета „Ц“ и „К“. Кокушо наређује својој јединици да настави напад. Око 03:00 сати, он их предводи против јединице маринаца у области северног дела гребена, у близини аеродрома. У тешкој бици која је уследила, Кокушо и приближно 100 његових људи гине, завршавајући овај напад.
Дотле, Кавагучијев 2. батаљон, под командом мајора Масао Тамуре, припрема њихов план напада преко „брега 80“, из џунгле јужно од гребена. Извиђачи маринаца, уочавају Тамурине припреме и траже артиљеријску подршку. Око 22:00 сата, отворена је баражна ватра из 12 хаубица 105 mm, на Тамурине позиције. Као одговор, две чете Тамуриних трупа, око 320 људи, прелази „брег 80“ са постављеним бајонетима, праћени сопственом баражном ватром из минобацача, и бацајући бомбе. Тамурин јуриш захвата чету „Б“ падобранаца, а такође и чету „Б“ рејдера, потискујући падобранце са источне стране гребена на једну нижу линију одбране. Да би заштитио рејдерску чету „Б“, Едсон им наређује да се повуку назад ка „брегу 123".
За то време, једна јапанска чета из Ватанабиног батаљона се пробијала кроз један пролаз између источне стране гребена и падобранске чете „Ц“. Одлучивши да је њихов положај неодржив, падобранци из чета „Б“ и „Ц“ се пењу уз гребен и повлаче на позицију иза „брега 123“. По доласку иза „брега 123“, поједини маринци настављају правцем ка аеродрому, понављајући реч „повлачење“ сваком ко их је могао чути. Остали маринци су почели да их следе. У моменту када је изгледало да ће маринци на брду бити скоро разбијени и главом без обзира побећи, мајор маринаца Кенет Д. Бели из Едсоново штаба, „снажним“ говором, враћа гомилу маринаца назад на одбрамбене положаје око „брега 123".
 Како су маринци формирали линију одбране у облику поктовице око „брега 123“, Тамурин батаљон врши серију фронталних напада ка брегу, јуришима са „брега 80“, и истовремено низ источну падину гребена. Осветљени светлећим ракетама избаченим из мајмање једног јапанског хидроавиона, маринци одбијају прва два напада Тамуриних људи. Тамурине трупе уздижу један брдски топ од 75 mm на врх „брега 80“, у покушавају да њиме непосредно гађају маринце. Тај топ је „могао“ преокренути ток борбе у корист Јапанаца, међутим, била је оштећена ударна игла услед једног лошег коришћења. У поноћ, током једног застоја у бици, Едсон пребацује падобранске чете „Б“ и „Ц“, из позадине „брега 123“, да би појачао свој леви бок. Маринци из осталих јединица, као и чланови Едсоновог штаба, укључујући и мајора Белиа, доносе муницију и бомбе под јапанском ватром до маринаца око „брега 123“, јер су ту резерве постале критично мале.
Јапанци нападају Едсоново лево крило одмах након што су падобранци заузели своје позиције, али су били поново заустављени ватром из пушака, митраљеза, минобацача и ручних бомби. Артиљерија маринаца од 105 mm и 75 mm је била такође укључену у одбрану од јапанског напада. Један заробљени јапански војник је касније поменуо да је његова јединица била „истребљена“ од ватре из топова маринаца, и да је свега 10% људи из његове чете преживело. Од 04:00 сати, након што су издржали више већих јапанских јуриша, понекад и борбу прса у прса, као и снајперску ватру са свих страна, Едсоновим људима су се придружиле трупе из 2. батаљона, 5. пука маринаца, који су помогли у одбијању два већа напада пре зоре. Током ноћи, када се чинило да ће Кавагучијеве трупе, мада не потуно, прегазити линију одбране маринаца, Едсон остаје на положају око 20 јарди (18 метара) иза борбене линије маринаца на „брегу123“, бучно бодрећи своје трупе и директно руководи њиховим одбрамбеним напорима.
Током тешких борби, делови три јапанске чете, укључујући две из Тамуриног и једну из Ватанабиног батаљона, пролазе уз ивице линије одбране маринаца на гребену, трпећи тешке губитке од ватре маринаца, и стижу до ивице "Fighter One", споредном путу за аеродром „Хендерсеново поље“. Контранапад инжењерије маринаца зауставља продор једне јапанске чете и присиљава је на повлачење. Остале две чете чекају на ивици џунгле да им стигне појачање, пре напада на незаштићену област око аеродрома. Како појачање није стигло до њих, обе чете се окрећу назад ка полазним положајима, јужно од гребена, након свитања. Већина преосталог дела Ватанабиног батаљона није учествовао у бици, пошто је изгубио додир са командантом током ноћи.
По изласку сунца, 14. септембра, џепови преосталих јапанских војника били су разбацани дуж обе стране гребена. Међутим, са разбијеним Тамуриним батаљоном, који је изгубио три четвртине својих официра и војника, и са тешким губицима осталих његових јединица које су јуришале, Кавагучијев напад на гребен је завршен. Око 100 јапанских војника још увек је било прикривено на јужној падини „брега 80“, највероватније, припремајући се за још један напад на “брег 123“. Са првим светлом, три америчка ловачка авиона са „Хендерсеновог поља“ напада Јапанце у близини „брега 80“, и убија већину од њих, а преостали преживели војници се повлаче у џунглу.

### Напади батаљона „Кума“ и „Ока“
Док је битка на гребену трајала, Кавагучијеве „Кума“ и „Ока“ јединице су напале одбрану маринаца са источне и западне стране Лунга периметра. „Кума“ батаљон, под командом мајора Такеши Мизуне, напада југоисточни сектор периметра Лунга, који брани 3. батаљон, 1. пука маринаца. Мизунов напад почиње око поноћи, са једном четом, која напада кроз артиљеријску ватру маринаца и увлачи одбрану у борбу прса у прса, пре него што су се преживели јапански борци повукли. У овом нападу гине и сам Мизуно. Након свитања, маринци, верујући да је остатак Мизуновог батаљона остао прикривен у тој области, шаље шест лаких тенкова да очисте област фронта, испред линије маринаца. Четири јапанска противтенковска топа од 37 mm, отвара ватру на тенкове, и уништава или оштећује три од њих. Четврти тенк се скотрљао низ насип у реку Тенару, и потонуо је заједно са посадом. У 23:00 сати, 14. септембра, преостали део „Кума“ батаљона изводи још један напад на позиције маринаца, али и овај напад је одбијен. Финални, „слаб“ напад, који „Кума“ батаљон изводи у ноћи 15. септембра, такође је заустављен.
Окина јединица, која је бројала око 650 људи, напада маринце на неколико локација, западне стране Лунга периметра. Око 04:00 сати, 14. септембра, две јапанске чете нападају позицију, где се налазио 3. батаљон, 5. пука маринаца, у близини обале, али је напад одбијен уз велике губитке Јапанаца. Једна друга јапанска чета заузима мали гребен који је био нешто удаљенији од мора, али је затим био изложен артиљеријској ватри маринаца преко целог дана, која проузрокује велике гибитке Јапанаца, пре него што су се повукли увече 14. септембра. Остатак Окине јединице не успева да пронађе линије маринаца и не учествује у нападу.

## Након битке
У 13:05 сати, 14. септембра, Кавагучи одводи преживеле из своје уништене бригаде дубоко у џунглу, где се они одмарају и пружају прву помоћ својим рањеницима током целог дана 15. септембра. Кавагучијеве јединице добијају наређење да се повуку на запад, ка долини реке Матаникау, и споје се са Окином јединицом, шест миља (10 километра) марша преко тешко проходног терена. Кавагучијеве трупе отпочињу са маршем ујутру 16. септембра. Готово сви борци који су били способни да ходају су помагали у ношењу рањених. Како је марш напредовао, исцрпљени и гладни борци, који су задњи пут добили порцију хране 14. септембра, почињу да одбацују своју тешку опрему, а затим и наоружање. Током марша, већина њих пристиже до Окине позиције код Кокумбона, пет дана касније, а свега половина њих је имала своје наоружање. Преживели из „Кума“ батаљона, покушавају да следа Кавагучијеве централне снаге, али се губе и тумарају по џунгли током три недеље, мучени глађу готово до смрти, пре него су коначно стигли у Кавагучијев камп.
Укупно су Кавагучијеве снаге имале око 830 погинулих војника у овом нападу, укључујући 350 из Тамуриног батаљона, 200 из Кокушовог батаљона, 120 из Окиних снага, 100 из „Кума“ батаљона, и 60 из Ватанабиног батаљона. Један део рањеника, али непознат број, умире током марша повлачења ка Матаникау. На и око гребена, маринци проналазе око 500 мртвих Јапанаца, од тога 200 код „брега 123“. Маринци су имали 80 убијених војника између 12. и 14. септембра.
Дана, 17. септембра, Вандегрифт шаље две чете из 1. батаљона, 1. пука маринаца да гоне Јапанце који се повлаче. Маринци су напале две чете Јапанаца које су вршиле улогу заштите приликом повлачења, и један вод маринаца је био прикован на земљу док се остатак маринаца повукао. Командант чете маринаца тражи дозволу да покуша спашавање свог вода, али је одбијен од Вандегрифта. По ноћи, Јапанци нападају и скоро уништавају вод, убијајући 24 маринаца. Свега неколико припадника вода је успело да се спаси. Дана, 20. септембра, патрола Едсонових рејдера се сукобљава са заосталим војницима из Кавагучијеве колоне која се повлачила, и убија њих 19 уз помоћ артиљеријске ватре.
Док су се јапански војници прегруписавали западно од Матаникауа, америчке снаге се прикупљају крај обале и ојачавају своју одбрану периметра Лунга. Дана, 14. септембра, Вандегрифт пребацује још један батаљон, 3. батаљон, 2. пука маринаца, са Тулагија на Гвадалканал, а 18. септембра, савезнички конвој довози 4.157 људи из 3. привремене бригаде маринаца (7. пук маринаца се повећао помоћу допунских јединица) на Гвадалканал. Ова појачања омогућавају Вандегрифту да, почевши од 19. септембра, формира једну комплетно повезану одбрамбену линију око периметра Лунга. Вандегрифтове снаге имају следећи већи сукоб са Јапанцима поред реке Матанокао од 23. септембра до 27. септембра и између 6. и 9. октобра.

## Значај
Дана 15. септембра, генерал Харукичи Хјакутаке у Рабаулу сазнаје за Кавагучијев пораз, први пораз једне овакве јединице царске јапанске армије од почетка рата. Генерал преноси вести даље ка царском генералштабу у Јапану. На хитној седници, врх јапанске армије и штаб морнарице закључују да „Гвадалканал може да прерасте у одлучујућу битку у рату." Исход битке је утицао на остале јапанске стратегијске операције у другим областима Пацифика. Хјакутаке добија наређење да пошаље довољно трупа и ратног материјала за протеривање савезничких снага са Гвадалканала. Како није могао истовремено да подржи велику јапанску офанзиву која је била у току дуж Кокодо пута на Новој Гвинеји, Хјакутаке, са одобрењем генералштаба, наређује својим трупама на Новој Гвинеји, које су биле удаљене око 30 наутичких миља од свог циља – Порт Морезбија, да се повуку, пошто је значај Гвадалканала био одлучујући. Јапанци више никад нису били способни да обнове своју кампању ка Порт Морезбију. Према томе, пораз у бици за Едсонов гребен није само допринео јапанском крајњем поразу у Гвадалкналској кампањи, већ такође и јапанском крајњем поразу на јужном Пацифику.
Након пребацивања већих снага током наредних неколико месеци, следећа већа јапанска копнена офанзива на Гвадалканалу, коју је предводио Хјакутаке, догодила се у другој половини октобра 1942. године, позната као Битка за Хендерсеново поље, но њен исход је био још убедљивији пораз јапанских снага. Вандегрифт касније наводи да је Кавагучијев јуриш на гребен у септембру био одлучујући током целе кампање и да је постојала сумња у његов исход, „ми бисмо се нашли у једном значајно лошијем положају." Историчар Ричард Б. Френк наводи:
"Јапанци никада нису дошли ближе победи на острву него у септембру 1942. године, јуришајући на гребен из џунгле, јужно од критичног аеродрома, познатији касније као Крвави гребен."